# Lukša Andrić
Lukša Andrić, né le 29 janvier 1985 à Dubrovnik, dans la République socialiste de Croatie, est un joueur croate de basket-ball, évoluant au poste de pivot.